# Eustomias arborifer
Eustomias arborifer és una espècie de peix de la família dels estòmids i de l'ordre dels estomiformes.

## Morfologia
- Els mascles poden assolir 25,3 cm de longitud total.[4][5]

## Alimentació
Menja peixos.

## Hàbitat
És un peix marí i d'aigües tropicals (12°N-25°S).

## Distribució geogràfica
Es troba a l'Atlàntic oriental i a l'Atlàntic occidental (Golf de Mèxic i Bahames).